# Razajerdi
Razajerdi ist eine nordwestiranischer Dialekt von Tati und ist eng mit Talisch und anderen kaspischen Sprachen verwandt. Razajerdi wird im Nordwesten des Irans gesprochen. 